# Organisation für die Sache der Frau
Die Organisation für die Sache der Frau (OFRA) war die wichtigste Organisation der Frauenbefreiungsbewegung mit Sitz in Zürich. Sie wurde am 13. März 1977 in Anschluss an die Zürcher Frauenwoche gegründet. Initiantinnen waren Frauen der Progressiven Organisationen der Schweiz.

## Zweck
Im Gegensatz zu den autonomen Frauengruppen der Frauenbefreiungsbewegung wollten die progressiven Frauen Feminismus mit Sozialismus verbinden. Die OFRA war landesweit tätig und hatte zahlreiche Sektionen und Initiativgruppen. Sie bedienten sich sowohl der existierenden politischen Instrumente wie Initiativen aber auch nicht institutioneller Mittel wie Demonstrationen. Sie setzte sich während zwanzig Jahren für frauenpolitische Fragen ein um vor allem auf gesetzlicher Ebene etwas zu erreichen. Erste Amtshandlung nach der Gründung war die Lancierung der Mutterschutzinitiative. Die OFRA übernahm die Zeitschrift Emanzipation von der POCH-Frauengruppe, die auch als Vereinsorgan diente. Die Zeitschrift, zu deren Autoren etwa die 1953 geborene Katka Räber-Schneider gehört, steht über das Schweizerische Sozialarchiv digital zur Verfügung.
Der Verband wurde Ende 1997 aufgelöst, das Vereinsmaterial wurde vom Schweizerischen Sozialarchiv übernommen.

## Bekannte Mitglieder
- Zita Küng

- Anita Fetz